# Lista de especialidades biológicas
Este anexo visa listar as especialidades do curso de biologia (ciências biológicas).

## Brasil
No Brasil são atualmente reconhecidas pelo Conselho Federal de Biologia (CFBio), as seguintes especialidades e áreas de atuação para a qualificação de Especialista nos CRBs:

## Especialidades[1]
1. Análises Clínicas : Conjunto de exames e testes realizados em laboratórios visando um diagnóstico ou confirmação de uma patologia.
2. Anatomia Humana: Aborda conhecimentos específicos compreendendo o funcionamento do corpo humano e utiliza as técnicas e habilidades necessárias para atuar na área acadêmica.
3. Bioclimatologia: Campo científico interdisciplinar que tem como objeto de estudo as interações entre a biosfera e a atmosfera terrestre.
4. Bioestatística : Aplicação de estatística ao campo biológico, essencial ao planejamento, coleta, avaliação e interpretação de todos os dados obtidos em pesquisa na área biológica
5. Biofísica: Ciência interdisciplinar que aplica as teorias e os métodos da física para resolver questões de biologia.
6. Biogeografia:  Estuda a distribuição dos seres vivos no espaço e através do tempo.
7. Biologia Celular: Ramo da biologia que estuda as células no que diz respeito à sua estrutura, suas funções e sua importância na complexidade dos seres vivos.
8. Biologia Molecular: Estudo da Biologia em nível molecular, com especial foco no estudo da estrutura e função do material genético e seus produtos de expressão, asproteínas.
9. Biologia Econômica:Um estudo científico da dinâmica do mercado e como ele se relaciona com a evolução biológica.
10. Biologia Marinha e Oceanografia Biológica: Ramo da biologia responsável pelo estudo dos seres vivos que têm o meio marinho como habitat, bem como dos fatores bióticos e abióticos que formam o campo de estudo.
11. Biologia Sanitária: Especialização voltada  à conservação da saúde pública ou individual
12. Biologia Ambiental: Área da Biologia voltada para o estudo do Meio Ambiente. Desta forma, os conhecimentos de Biologia sobre animais, plantas e funcionamento dos ecossistemas são utilizados para entender melhor o funcionamento do Meio Ambiente.
13. Bioquímica: Parte da Biologia responsável pelo estudo das estruturas, da organização e das transformações moleculares que ocorrem na célula.
14. Biotecnologia: Conjunto de conhecimentos aliados a biologia e tecnologia que permitem a utilização de agentes biológicos (organismos, células, organelas, moléculas) para obter bens ou assegurar serviços.
15. Botânica: Estudo científico da vida das plantas e algas.
16. Citologia: Estudo das células, estruturas que compõe os órgãos e tecidos dos seres vivos.
17. Controle Biológico: Especialidade que utiliza meios naturais, criados para diminuir a população de organismos considerados pragas.
18. Ecologia: Ramo da Biologia que estuda os seres vivos e suas interações com o meio ambiente onde vivem.
19. Ecotecnologia: Ciência aplicada, que integraliza os campos da tecnologia e da ecologia, com o intuito de minimizar, por meio do conhecimento dos ecossistemas e da sociedade, os impactos ambientais.
20. Ecotoxicologia: Ramo preocupado com o estudo de efeitos tóxicos causados por poluentes naturais ou sintéticos, sobre quaisquer constituintes dos ecossistemas.
21. Educação Ambiental: Processo de educação responsável por formar indivíduos preocupados com os problemas ambientais e que busquem a conservação e preservação dos recursos naturais e a sustentabilidade.
22. Embriologia e Reprodução: Especialidades  que estudam a formação dos órgãos e sistemas de um animal, a partir de uma célula desde sua formação. Na reprodução visa a Fertilização in vitro e criação de embriões saudáveis em humanos e demais espécies.
23. Ensino de Ciências Biológicas: Habilidades pertinentes à docência de Ciências Biológicas para elaborar projetos ligados à educação de Ciências e Biologia em diferentes níveis de ensino
24. Espeleobiologia: Ramo da biologia dedicado ao estudo da fauna e ambiente subterâneo que possui algumas características que o torna bem peculiar quando comparado com o da superfície.
25. Etologia: Ciência que estuda o comportamento animal.
26. Fisiologia: Parte da Biologia responsável pelo estudo das funções e das atividades exercidas por cada estrutura de um organismo vivo.
27. Fitoquímica: Responsável pelo estudo dos componentes químicos dos vegetais.
28. Genética: A Genética é o ramo da biologia que estuda a transferência das características físicas e biológicas de geração para geração. Com essa especialização pode-se estudar desde genética animal e humana a outros seres vivos. As áreas em foco envolvem clonagem, células tronco, Manipulação Genética ou criação de Organizamos geneticamente modificados (OGMs), Transgênicos e Aconselhamento genético.
29. Hematologia: É  ramo que tem como função o estudo do sangue, seus distúrbios e doenças.
30. Hidrobiologia: Ciência que estuda a vida na hidrosfera em termos ambientais.
31. Histologia: Estudo dos tecidos biológicos e dos tecidos plasmáticos de animais e plantas, sua formação, estrutura e função.
32. Imunologia: É  o ramo da biologia que estuda o sistema imunitário (ou imunológico) e todos os organismos.
33. Limnologia: É a ciência que estuda as águas interiores, independentemente de suas origens (estudadas pela hidrografia), mas verificando as dimensões e concentração desais, em relação aos fluxos de matéria e energia e as suas comunidades bióticas.
34. Microbiologia: Ramo da biologia que estuda os microrganismos, incluindo eucariontes unicelulares e procariontes, como as bactérias, fungos e vírus.
35. Paleontologia: Estuda a vida do passado da Terra e o seu desenvolvimento ao longo do tempo geológico, bem como os processos de integração da informação biológica no registro geológico, isto é, a formação dos fósseis.
36. Parasitologia: Estuda os parasitas, os seus hospedeiros e relações entre eles.
37. Planejamento e Gerenciamento Ambientais: Mecanismos de sistematização de ações que visam atingir metas e objetivos de caráter ambiental.
38. Saúde Pública e/ou Escolar: Desenvolver e amplia a capacidade crítica e a qualificação técnica necessárias para atuar no campo da saúde pública ou educacional, com vistas a analisar, intervir e modificar o quadro vigente das ações e serviços de saúde para reorganização dos mesmos, considerando a complexidade do setor.
39. Virologia: É o estudo dos vírus e suas propriedades buscando entender doenças virais e buscar uma cura para tais.
40. Zoologia: É o ramo da biologia dedicado ao estudo os animais no que se refere à sua biologia, genética, fisiologia, anatomia, ecologia, geografia e evolução.

## Áreas de Atuação do Biologo[2]

### Meio Ambiente e Biodiversidade
1. Aquicultura: Gestão e Produção
2. Arborização Urbana
3. Auditoria Ambiental
4. Bioespeleologia
5. Bioética
6. Bioinformática
7. Biomonitoramento
8. Biorremediação
9. Controle de Vetores e Pragas
10. Curadoria e Gestão de Coleções Biológicas, Científicas e Didáticas
11. Desenvolvimento,Produção e Comercialização de Materiais,Equipamentos e Kits Biológicos
12. Diagnóstico, Controle e Monitoramento Ambiental
13. Ecodesign
14. Ecoturismo
15. Educação Ambiental
16. Fiscalização/Vigilância Ambiental
17. Gestão Ambiental
18. Gestão de Bancos de Germoplasma
19. Gestão de Biotérios
20. Gestão de Jardins Botânicos
21. Gestão de Jardins Zoológicos
22. Gestão de Museus
23. Gestão da Qualidade
24. Gestão de Recursos Hídricos e Bacias Hidrográficas
25. Gestão de Recursos Pesqueiros
26. Gestão e Tratamento de Efluentes e Resíduos
27. Gestão, Controle e Monitoramento em Ecotoxicologia
28. Inventário, Manejo e Produção de Espécies da Flora Nativa e Exótica
29. Inventário, Manejo e Conservação da Vegetação e da Flora
30. Inventário, Manejo e Comercialização de Microrganismos
31. Inventário, Manejo e Conservação de Ecossistemas Aquáticos: Límnicos, Estuarinos e Marinhos
32. Inventário, Manejo e Conservação do Patrimônio Fossilífero
33. Inventário, Manejo e Produção de Espécies da Fauna Silvestre Nativa e Exótica
34. Inventário, Manejo e Conservação da Fauna
35. Inventário, Manejo, Produção e Comercialização de Fungos
36. Licenciamento Ambiental
37. Mecanismos de Desenvolvimento Limpo (MDL)
38. Microbiologia Ambiental
39. Mudanças Climáticas
40. Paisagismo
41. Perícia Forense Ambiental/Biologia Forense
42. Planejamento, Criação e Gestão de Unidades de Conservação (UC)/Áreas Protegidas
43. Responsabilidade Socioambiental
44. Restauração/Recuperação de Áreas Degradadas e Contaminadas
45. Saneamento Ambiental
46. Treinamento e Ensino na Área de Meio Ambiente e Biodiversidade

### Saúde
1. Biodegradação
2. Aconselhamento Genético
3. Análises Citogenéticas
4. Análises Citopatológicas
5. Análises Clínicas
6. Análises de Histocompatibilidade
7. Análises e Diagnósticos Biomoleculares
8. Análises Histopatológicas
9. Análises, Bioensaios e Testes em Animais
10. Análises, Processos e Pesquisas em Banco de Leite Humano
11. Análises, Processos e Pesquisas em Banco de Órgãos e Tecidos
12. Análises, Processos e Pesquisas em Banco de Sangue e Hemoderivados
13. Análises, Processos e Pesquisas em de Sêmen, Óvulos e Embriões
14. Bioética
15. Controle de Vetores e Pragas
16. Desenvolvimento, Produção e Comercialização de Materiais, Equipamentos e Kits Biológicos
17. Gestão da Qualidade
18. Gestão de Bancos de Células e Material Genético
19. Perícia e Biologia Forense
20. Reprodução Humana Assistida
21. Saneamento Saúde Pública/Fiscalização Sanitária
22. Saúde Pública/Vigilância Ambiental
23. Saúde Pública/Vigilância
24. Epidemiológia
25. Saúde Pública/Vigilância Sanitária
26. Terapia Gênica e Celular
27. Treinamento e Ensino na Área de Saúde

### Biotecnologia e Produção
1. Biodegradação
2. Bioética
3. Bioinformática
4. Biologia Molecular
5. Bioprospecção
6. Biorremediação
7. Biossegurança
8. Cultura de Células e Tecidos
9. Desenvolvimento e Produção de Organismos Geneticamente Modificados (OGMs)
10. Desenvolvimento, Produção e Comercialização de Materiais, Equipamentos e Kits Biológicos
11. Engenharia Genética/Bioengenharia
12. Gestão da Qualidade
13. Melhoramento Genético
14. Perícia/Biologia Forense
15. Processos Biológicos de Fermentação e Transformação
16. Treinamento e Ensino em Biotecnologia e Produção

Considerando o desenvolvimento da Ciência e Tecnologia e a evolução do mercado de trabalho, outras áreas de atuação poderão ser incorporadas após deliberação pelo Plenário do CFBio.